# 孜牙墩事件
孜牙墩事件是清朝嘉庆二十年（1815年）发生在新疆的动乱。

## 背景
早在叶尔羌汗国时期，黑山派就压制、打击、驱逐以至于杀害白山派；准噶尔汗国第一次统治南疆时期，白山派也采用同样手段对付黑山派；准噶尔汗国第二次统治南疆时，黑山派居于统治地位，竭力改变“白帽势众，黑帽势孤”的局面；大小和卓之亂中，白山派打击、屠杀黑山派，孜牙墩的祖父密齐特被杀。两大教派这种相互打击、互相残杀。清朝统治回疆后，扶植黑山派，打压白山派。对两派施行分离政策。

## 过程
伊斯兰教黑山派阿訇孜牙墩，是喀什城西南塔什密里克庄的一个封建领主。其祖父齐特被大小和卓所杀，全家被迫逃至安集延，清军平定大小和卓叛乱后孜牙墩迁回本村居住。在当地，他和沙雅尔阿奇木巴彦岱联姻，政治上有靠山，另一方面仗义疏财，周济本村贫民和附近布鲁特的贫苦群众，因而获得民心。孜牙墩不顾黑山派和白山派互不通婚的旧恶，娶白山派喀伸和卓之女作为次室。
孜牙墩两次请求喀什阿奇木伯克准许他将新娶之次室搬回本村居住，结果喀什阿奇木伯克以“恐致藉端惑众”为理由拒绝。孜牙墩非常气愤，盛怒之下，率领本村维吾尔族和附近布鲁特数百人，烧毁马厂，杀死马厂的官兵，煽动动乱。
事件发生后，清政府采取了镇压措施。永芹带领官兵及回兵追捕，贼众奔窜出卡、逃往塔克地方固守。永芹搜拏余匪，令侍卫副护军参领永明等带兵与回兵协巢，得到俘虏讯供，称孜牙墩于嘉庆十九年（1814年）二三月说要夺南八城作王子等语。成宁因年老，亦未经历戎行。此事专交松筠办理。松筠下令图尔第迈莫特追巢，如兵力不够，就叫富永等带伊犁精锐五百名前来合巢。孜牙墩就擒后，即在喀什噶尔审讯凌迟处死枭示。其随同者皆按律斩决。所有嘉庆十九年二三月以后喀什噶尔之参赞大臣等均有失察之咎。一并严参。永芹因无能，革职。。

## 后果
清政府误听传言，将捕捉孜牙墩本人而立功的布鲁特头目吐尔第迈玛特处死。吐尔第迈玛特儿子阿仔和卓率其家属逃至浩罕，勾结大小和卓后裔待机复仇。后来张格尔叛乱及七和卓之乱，都有布鲁特参加，这和清政府杀害吐尔第迈玛特有关。

## 分析
孜牙墩事件，表面上是孜牙墩和喀什阿奇木伯克的斗争，实际上反映了黑山派与白山派的矛盾和对立。造成这一事件的根源，同样和清政府对白山派、黑山派推行分离政策分不开。孜牙墩本是发泄对喀什阿奇木伯克的不满，但他并不了解喀什阿奇木伯克不准他将次室迁回本村，是在维护白山派和黑山派互不通婚的惯例，是在执行清政府的分离政策。。